# Rudolf Babler
Rudolf Babler (* 27. Mai 1945; † vor oder am 16. Dezember 1981) war ein österreichischer Fußballspieler.

## Karriere

### Vereine
Babler war als Abwehrspieler von 1966 bis 1969 für den SC Brunn am Gebirge aktiv. Am Saisonende 1966/67 stieg er als regionaler Meister aus der dritthöchsten Spielklasse im österreichischen Fußball, der Niederösterreichischen Landesliga, in die Regionalliga Ost auf. In einem Teilnehmerfeld von 15 Mannschaften schloss er mit seiner Mannschaft auf den sechsten Platz ab, wie auch in der Folgesaison. Im Wettbewerb um den ÖFB-Cup bestritt er das am 13. August 1967 mit 3:1 gewonnene Erstrundenspiel gegen den SC Eisenstadt und das am 26. Oktober 1967 mit 0:1 verlorene Achtelfinale gegen den SV Austria Salzburg.
Zur Saison 1969/70 wurde er vom SC Wacker Wien verpflichtet und kam in der Nationalliga, der seinerzeit höchsten Spielklasse im österreichischen Fußball, in 18 Punktspielen zum Einsatz. Sein Debüt in dieser Spielklasse gab er am 23. August 1969 (1. Spieltag) bei der 0:1-Niederlage im Auswärtsspiel gegen den späteren Österreichischen Meister FK Austria Wien mit Einwechslung für Peter Nowak ab der 72. Minute. Sein einziges Pokalspiel für den Verein bestritt er am 10. August 1969 bei der 2:4-Erstrundenniederlage beim SC Frauenkirchen. Über seinen weiteren Verbleib ab dem 1. Juli 1970 ist nichts näher bekannt.

### Nationalmannschaft
Babler kam 1967 für die Amateurnationalmannschaft im Wettbewerb um den UEFA Amateur Cup zum Einsatz, an dessen Ende der Pokalgewinn stand. Am 18. Juni gehörte er der Finalmannschaft an, die in Palma mit 2:1 über die Amateurnationalmannschaft Schottlands gewann.

## Tod
Babler verstarb im Dezember 1981 nach einem Brand in seiner Tischlerei.

## Erfolge
- Europameister der Amateure 1967
- Meister Landesliga Niederösterreich 1967